# Matthew Goode
Matthew William Goode (n. 3 aprilie 1978, Exeter, Anglia, Regatul Unit) este un actor englez. Și-a făcut debutul pe ecran în 2002 în filmul TV Confessions of an Ugly Stepsister.

## Biografie
Goode s-a născut în Exeter, Devon. Tatăl său este geolog, iar mama sa, Jennifer, este asistentă medicală și un regizor de teatru amator. Goode este cel mai mic dintre cei cinci copii ai familiei.  Goode a fost educat la Școala Exeter, o școală independentă din Exeter, Devon, a urmat apoi Universitatea din Birmingham și Academia de Artă Dramatică Webber Douglas din Londra.

## Filmografie

### Film
| An   | Titlu                                             | Rol                        | Note           |
| ---- | ------------------------------------------------- | -------------------------- | -------------- |
| 2003 | Al sur de Granada (South of Granada)              | Gerald Brenan              |                |
| 2004 | Chasing Liberty                                   | Ben Calder                 |                |
| 2005 | Match Point                                       | Tom Hewett                 |                |
| 2006 | Imagine Me & You                                  | Hector                     |                |
| 2006 | Copying Beethoven                                 | Martin Bauer               |                |
| 2007 | The Lookout                                       | Gary Spargo                |                |
| 2008 | Brideshead Revisited                              | Charles Ryder              |                |
| 2009 | Watchmen                                          | Adrian Veidt/Ozymandias    |                |
| 2009 | A Single Man                                      | Jim                        |                |
| 2010 | Leap Year                                         | Declan O'Callaghan         |                |
| 2010 | Cemetery Junction                                 | Mike Ramsay                |                |
| 2011 | Burning Man                                       | Tom                        |                |
| 2013 | Stoker                                            | unchiul Charlie            |                |
| 2013 | Belle                                             | căpitanul Sir John Lindsay |                |
| 2014 | The Imitation Game                                | colonelul Hugh Alexander   |                |
| 2015 | Pressure                                          | Mitchell                   |                |
| 2015 | Self/less                                         | Albright                   |                |
| 2016 | Allied                                            | Guy Sangster               |                |
| 2017 | Four Kids and It                                  | David                      |                |
| 2017 | The Sense of an Ending                            | Joe Hunt                   |                |
| 2017 | The Hatton Garden Job                             | XXX                        |                |
| 2018 | The Guernsey Literary and Potato Peel Pie Society | Sidney Stark               | post-producție |
| 2018 | Magik                                             | Talon                      | post-producție |

### Televiziune
| An        | Titlu                             | Rol                    | Note                                            |
| --------- | --------------------------------- | ---------------------- | ----------------------------------------------- |
| 2002      | Confessions of an Ugly Stepsister | Caspar                 | Film TV                                         |
| 2003      | Bounty Hamster                    | Various                |                                                 |
| 2003      | The Inspector Lynley Mysteries    | Peter Lynley           | Episod: "A Suitable Vengeance"                  |
| 2004      | He Knew He Was Right              | Brooke Burgess         | 2 episoade                                      |
| 2005      | Agatha Christie's Marple          | Patrick Simmons        | Episod: "A Murder Is Announced "                |
| 2005      | My Family and Other Animals       | Larry Durrell          | Film TV                                         |
| 2012      | Birdsong                          | căpitanul Gray         | Rol principal, 2 episoade                       |
| 2012      | The Poison Tree                   | Rex Clarke             | Rol principal, 2 episoade                       |
| 2013      | Dancing on the Edge               | Stanley Mitchell       | Rol principal, 6 episoade                       |
| 2013      | Death Comes to Pemberley          | George Wickham         | Rol principal, 3 episoade                       |
| 2014–2015 | The Good Wife                     | Finley "Finn" Polmar   | Series regular, 28 episoade                     |
| 2014–2015 | Downton Abbey                     | Henry Talbot           | 1 episod, invitat: seria 5; 6 episoade: seria 6 |
| 2016      | The Wine Show                     |                        | Co-prezentator cu Matthew Rhys                  |
| 2016      | Roots                             | Dr. William Waller     | Rol principal, 2 episoade                       |
| 2017      | The Crown                         | Antony Armstrong-Jones | Sezon 2                                         |
| 2018      | A Discovery of Witches            | Matthew Clairmont      | Rol principal                                   |

## Legături externe
- Matthew Goode la Internet Movie Database

### Interviuri
- News Week interview (21 April 2006)
- Sydney Morning Herald interview (1 March 2006)
- Sunday Herald interview (1 January 2006)
- USA Today interview (8 January 2004)
- LOVEFiLM Blog Arhivat în 23 octombrie 2009, la Wayback Machine. Matthew Goode at the London Film Festival screening of A Single Man (Oct 2009)